# Озера (зупинний пункт)
Озера — пасажирський залізничний зупинний пункт Знам'янської дирекції Одеської залізниці.